# Емануеле Мерізі
Емануеле Мерізі (італ. Emanuele Merisi, 10 жовтня 1972) — італійський плавець.
Призер Олімпійських Ігор 1996 року, учасник 1992, 2000, 2004 років.
Призер Чемпіонату Європи з водних видів спорту 1993, 1995, 1997, 1999, 2000 років.
Чемпіон Європи з плавання на короткій воді 1996 року.
Переможець літньої Універсіади 1997 року, призер 1993 року.